# Рауч (округ)
Округ Рауч (ісп. Rauch) — адміністративно-територіальна одиниця 2-ого рівня у провінції Буенос-Айрес в центральній Аргентині. Адміністративний центр округу — Рауч (ісп. Rauch).
Населення округу становить 15176 осіб (2010). Площа — 4316 кв. км.

## Історія
Округ заснований у 1865 році.

## Населення
У 2010 році населення становило 15176 осіб. З них чоловіків — 7450, жінок — 7726.

## Політика
Округ належить до 5-ого виборчого сектору провінції Буенос-Айрес.